# 해남 우항리 공룡·익룡·새발자국화석 산지
해남 우항리 공룡, 익룡 및 새 발자국화석 산지는 대한민국 전라남도 해남군 황산면 우항리에 있는 대규모 화석지이다. 1998년 10월 17일 대한민국의 천연기념물 제394호로 지정되어 있다.
이곳은 원래 물에 잠겨 있던 해안이었으나 화원반도와 목포를 연결하기 위해 해안에 둑을 쌓으면서 해수면이 낮아지면서 대규모 화석지가 드러났다.
주변에 해남공룡박물관이 있다. 현재 유네스코 세계문화유산 잠정목록에 속한다.

## 학술적 가치
공룡 발자국 화석 823개와 익룡 발자국 화석 443개, 새 발자국 화석, 공룡 뼈 화석 등 다양한 화석이 많이 발견되었다. 또한 현재까지 세계에서 가장 오래된 새 발자국 두 종류와 아시아에서는 처음인 익룡 발자국이 한 지층에서 발견되어 익룡과 새가 서식지를 공유했다는 것을 입증하는 최초 사례이다. 세계 최대 규모 익룡발자국 화석 산지로, 여기에서 발견된 가장 큰 익룡 발자국은 2002년 황구근 등에 의해 ‘해남이크누스 우항리엔시스’라는 학명이 붙여 졌다. 그리고 익룡의 가장 긴 보행열이 발견되어 익룡이 4족 보행에 능숙한 동물이었음을 증명해 주었다. 또한 물갈퀴 새 발자국 화석과 희귀한 별 모양의 줄기를 가지는 대형 조각류 공룡 발자국 화석이 발견되었다.